# Chaetonotus ploenensis
Chaetonotus ploenensis är en djurart som tillhör fylumet bukhårsdjur, och som beskrevs av Voigt 1909. Chaetonotus ploenensis ingår i släktet Chaetonotus och familjen Chaetonotidae. Inga underarter finns listade i Catalogue of Life.